# Јозеф Гион
Јозеф Гион (Катарина, 26. новембар 1903 - Брухсал, 12. септембар 1977), градоначелник Великог Бечкерека за време немачке окупације (1941—1944).

## Биографија
У међуратном периоду, Гион је био члан Културбунда, централне организације Немаца у југословенској држави. Као истакнути нациста, постао је један од блиских сарадника Сепа Јанка, каснијег председника Културбунда, вође немачке народносне групе у Југославији и у Банату. Након краткотрајног Априлског рата и уласка немачких снага у Петровград 14. априла 1941. године, Гион је постављен за градоначелника, након што му је дотадашњи градоначелник Пера Ердељанов под присилом и формално предао власт. У јесен 1944, са напредовањем снага Црвене армије, Гион је напустио град и побегао на Запад.

## Извор
- ЗРикипедија Јозеф Гион